# Khorramabads flygplats
Khorramabads flygplats (persiska: فرودگاه خرم‌آباد) är en flygplats i Iran. Den ligger i delprovinsen (shahrestan) Khorramabad och provinsen Lorestan, i den västra delen av landet. Närmaste större samhälle är provinshuvudstaden Khorramabad, 9 km åt nordost. Flygplatsen ligger 1 152 meter över havet.